# بيترا (جزر البليار)
بلدية بيترا (بالإسبانية: Petra) هي بلدية تقع في منطقة جزر البليار شرق إسبانيا.

## الديموغرافيا
بلغ عدد سكان بلدية بيترا 2.919 نسمة عام 2011 (وفقاً للمعهد الوطني للإحصاء الإسباني).
| 2.592 | 2.566 | 2.662 | 2.707 | 2.787 | 2.882 | 2.919 |

## أعلام
- خونيبيرو سيرا